# Laurent Malet
Laurent Malet (Saint-Tropez, 3 settembre 1955) è un attore francese.
È il fratello gemello dell'attore Pierre Malet.

## Biografia
Dopo aver debuttato sul palcoscenico nel 1975 in La guerra di Troia non si farà nel ruolo di Troilo, al fianco di Claude Jade, divenne famoso nel 1978 grazie al ruolo di Andrew in Rosso nel buio di Claude Chabrol, al fianco di Donald Sutherland e Stéphane Audran. Quello stesso anno, Gilles Béhat gli diede il ruolo di protagonista nel suo film Haro. Nel 1979 egli recitò al fianco di Yves Montand in Le strade del sud di Joseph Losey, ed interpretò la parte del figlio di Lino Ventura in Labirinto. Interpretò inoltre il personaggio di Roger Bataille in Querelle de Brest di Rainer Werner Fassbinder (tratto dal romanzo di Jean Genet), e recitò al fianco di Sandrine Bonnaire nel film Tir à vue (1984), realizzato da Marc Angelo. Nel 1995  impersonò lo scrittore Arthur Rimbaud in L'Homme aux semelles de vent di Marc Rivière.
Molto legato affettivamente al fratello ed alla madre, si sentì chiedere da quest'ultima (in uno stadio terminale di tumore al cervello) di mettere fine alle sue sofferenze. La storia viene narrata nel suo libro del 2006 En attendant la suite, nel quale Malet si rivolge ai candidati alle elezioni presidenziali affinché lo stato arrivi a una legislatura in favore dell'eutanasia.

## Filmografia
- Il figlio del gangster (Comme un boomerang), regia di José Giovanni (1976)
- Haro, regia di Gilles Béhat (1978)
- Rosso nel buio (Les Liens de sang), regia di Claude Chabrol (1978)
- Le strade del sud (Les Routes du Sud), regia di Joseph Losey (1978)
- Bobo Jacco, regia di Walter Bal (1979)
- Labirinto (L'Homme en colère), regia di Claude Pinoteau (1979)
- Le Cœur à l'envers, regia di Franck Apprédéris (1980)
- Commando d'assalto (La Légion saute sur Kolwezi), regia di Raoul Coutard (1980)
- Querelle de Brest, regia di Rainer Werner Fassbinder (1982)
- Invito al viaggio (Invitation au voyage), regia di Peter Del Monte (1982)
- A mort l'arbitre!, regia di Jean-Pierre Mocky (1983)
- Tir à vue, regia di Marc Angelo (1984)
- Viva la vita (Viva la vie!), regia di Claude Lelouch (1984)
- Parking, regia di Jacques Demy (1985)
- La puritana (La Puritaine), regia di Jacques Doillon (1986)
- Charlie Dingo, regia di Gilles Béhat (1987)
- Dostoevskij - I demoni (Les Possédés), regia di Andrzej Wajda (1988)
- Arthur Rimbaud, l'homme aux semelles de vent, regia di Marc Rivière (1995)
- Le Plus beau pays du monde, regia di Marcel Bluwal (1999)
- Quel giorno (Ce jour-là), regia di Raoul Ruiz (2003)

## Televisione
- 2005: Galilée ou l'amour de Dieu di Jean-Daniel Verhaeghe
- 2004: Les amants du bagne di Thierry Binisti
- 2001: Des croix sur la mer di Luc Béraud
- 2001: Le Prix de la vérité di Joël Santoni
- 1997: Marion du Faouët di Michel Favart
- 1995: L'homme aux semelles de vent di Marc Rivière
- 1994: Le feu follet di Gérard Vergez
- 1993: Monsieur Ripois di Luc Béraud
- 1991: The First Circle di Sheldon Larry
- 1986: Sword of Gideon di Michael Anderson
- 1985: La part de l'autre di Jeanne Labrune
- 1984: Cuore di Luigi Comencini
- 1982: Pleine lune di Jean-Pierre Richard
- 1981: Les avocats du diable di André Cayatte
- 1977: La foire di Roland Vincent
- 1976: Le siècle des lumières di Claude Brulé

## Sceneggiatore
- 1993: Au nom d'un chien (cortometraggio)